# Cantonul Guer
Cantonul Guer este un canton din arondismentul Vannes, departamentul Morbihan, regiunea Bretania, Franța.

## Comune
- Augan
- Beignon
- Guer (reședință)
- Monteneuf
- Porcaro
- Réminiac
- Saint-Malo-de-Beignon